# Montcaret
Montcaret là một xã của Pháp, nằm ở tỉnh Dordogne trong vùng Aquitaine của Pháp.
Montcaret có diện tích 17,07  km², dân số năm 2006 là 1343 người.

## Thông tin nhân khẩu
| Năm    | 1962  | 1968  | 1975  | 1982  | 1990  | 1999  | 2006  |
| ------ | ----- | ----- | ----- | ----- | ----- | ----- | ----- |
| Dân số | 1 062 | 1 045 | 1 037 | 1 071 | 1 099 | 1 219 | 1 343 |